# Гран-при Бельгии 2001 года
Гран-при Бельгии 2001 года — 14-й этап чемпионата мира по автогонкам в классе Формула-1 сезона 2001 года прошёл на трассе в Спа-Франкоршам в Спа, Бельгия, 2 сентября.
Квалификация прошла под дождем, её героем стал Хайнц-Харальд Френтцен, завоевавший на последних секундах четвёртое место на слабом Prost Acer. Старт гонки был отменен из-за заглохшего автомобиля Хайнца-Харальда Френтцена, затем, в начале повторного прогревочного круга, заглох Хуан Пабло Монтойя. Когда старт наконец-то состоялся, на пятом круге гонки гонщик Лучано Бурти попал в серьёзную аварию — он на скорости около 290 км/ч врезался в барьер из покрышек, вылетев в скоростном повороте Blanchimont из-за потери переднего спойлера и, как следствие, прижимной силы, после столкновения с Эдди Ирвайном. Ирвайн остановил машину и бросился помогать вытаскивать Бурти, заваленного горой отработанных покрышек; гонка была остановлена. И вновь, при старте прогревочного круга заглох автомобиль, на этот раз Ральфа Шумахера. Затем в ходе гонки произошёл отказ компьютерного оборудования, следящего за положением гонщиков на трассе. Джанкарло Физикелла финишировал на подиуме на скромном автомобиле Benetton Renault, который в начале сезона был конкурентом разве что Arrows.

## Гонка
| Место | С  | №  | Гонщик                 | Команда          | Ш | Круги | Время/причина схода | О  |
| ----- | -- | -- | ---------------------- | ---------------- | - | ----- | ------------------- | -- |
| 1     | 3  | 1  | Михаэль Шумахер        | Ferrari          | B | 36    | 1:08:05,002         | 10 |
| 2     | 9  | 4  | Дэвид Култхард         | McLaren-Mercedes | B | 36    | +10,098             | 6  |
| 3     | 8  | 7  | Джанкарло Физикелла    | Benetton-Renault | M | 36    | +27,742             | 4  |
| 4     | 7  | 3  | Мика Хаккинен          | McLaren-Mercedes | B | 36    | +36,087             | 3  |
| 5     | 5  | 2  | Рубенс Баррикелло      | Ferrari          | B | 36    | +54,521             | 2  |
| 6     | 13 | 12 | Жан Алези              | Jordan-Honda     | B | 36    | +59,684             | 1  |
| 7     | 2  | 5  | Ральф Шумахер          | Williams-BMW     | M | 36    | +59,986             |    |
| 8     | 6  | 10 | Жак Вильнёв            | BAR-Honda        | B | 36    | +1:04,970           |    |
| 9     | 4  | 22 | Хайнц-Харальд Френтцен | Prost-Acer       | M | 35    | +1 круг             |    |
| 10    | 19 | 14 | Йос Ферстаппен         | Arrows-Asiatech  | B | 35    | +1 круг             |    |
| 11    | 11 | 9  | Оливье Панис           | BAR-Honda        | B | 35    | +1 круг             |    |
| 12    | 21 | 15 | Энрике Бернольди       | Arrows-Asiatech  | B | 35    | +1 круг             |    |
| 13    | 22 | 20 | Тарсу Маркес           | Minardi-European | M | 31    | +5 кругов           |    |
| Сход  | 16 | 12 | Ярно Трулли            | Jordan-Honda     | B | 31    | Двигатель           |    |
| Сход  | 15 | 8  | Дженсон Баттон         | Benetton-Renault | M | 17    | Вылет               |    |
| Сход  | 1  | 6  | Хуан Пабло Монтойя     | Williams-BMW     | M | 1     | Двигатель           |    |
| Сход  | 10 | 19 | Педро де ла Роса       | Jaguar-Cosworth  | M | 1     | Столкновение        |    |
| Сход  | 14 | 16 | Ник Хайдфельд          | Sauber-Petronas  | B | 0     | Столкновение        |    |
| НС    | 12 | 17 | Кими Райкконен         | Sauber-Petronas  | B |       | Трансмиссия         |    |
| НС    | 17 | 18 | Эдди Ирвайн            | Jaguar-Cosworth  | M |       | Столкновение        |    |
| НС    | 18 | 23 | Лучано Бурти           | Prost-Acer       | M |       | Столкновение        |    |
| НС    | 20 | 21 | Фернандо Алонсо        | Minardi-European | M |       | Коробка передач     |    |

- Лучший круг: Михаэль Шумахер 1:49,758
- В этом Гран-При Михаэль Шумахер одержал 52-ю победу в карьере, опередив по этому показателю Алена Проста.
- Гонка была остановлена после 4-х кругов из-за столкновения Эдди Ирвайна и Бурти, после которого гонка стартовала заново, а результаты 4-х кругов были аннулированы (за исключением порядка гонщиков на финише 4-го круга, который определил стартовую решётку для повторного старта).
- Райкконен, Ирвайн, Бурти и Алонсо не вышли на повторный старт.
- Последний подиум в истории Benetton.